# Chibaïta
La chibaïta és un mineral de la classe dels minerals orgànics.

## Característiques
La chibaïta és un compost orgànic de fórmula química SiO₂·n(CH₄, C₂H₆, C₃H₈, i-C₄H10) (n = 3/17 (max)). Va ser aprovada com a espècie vàlida per l'Associació Mineralògica Internacional l'any 2009. Cristal·litza en el sistema isomètric. La seva duresa a l'escala de Mohs es troba entre 6,5 i 7. També ha estat descrita com clathrasil. Altres clatrasils naturals són la bosoïta i la melanoflogita.

## Formació i jaciments
Va ser descoberta a Arakawa, a la ciutat de Minamiboso, dins la prefectura de Chiba (Japó). Es tracta de l'únic indret de tot el planeta on ha estat descrita aquesta espècie mineral.